# Дом 20 на улице Тхапсаева

Фото 1982 года

«Дом 20 на улице Тхапсаева» — памятник истории во Владикавказе, Северная Осетия. Объект культурного наследия России регионального значения. Памятник, связанный с развитием осетинской национальной культуры, советского скрипичного искусства и осетинского спорта. Находится на улице Тхапсаева, 20.

## Описание
Дом расположен в исторической части города на правом берегу реки Терек, от которого его отделяет Детский парк, входящий в границы Парка имени Коста Хетагурова. Фасад здания выходит на улицу Тхапсаева.
Здание внесено в реестр охраняемых памятников истории 5 июля 1982 года Главным управлением охраны, реставрации и использования памятников истории и культуры Министерства истории и культуры СССР.
Типовой пятиэтажный кирпичный дом на бетонном, ленточном фундаменте построен в 1961 году. Внутренние перегородки гипсо-плитовые, перекрытия железобетонные, полы в квартирах деревянные. Вход в подъезды со стороны двора. От второго до пятого этажа уличного фасада находятся балконы, которые чередуются с лоджиями. Во внутренней стороне расположены только балконы. Между третьим и четвёртым этажом по всему периметру дома протянут горизонтальный кирпичный пояс.

## Известные жители
В доме проживали известные общественные деятели Северной Осетии:
- с 1961 по 1968 год — композитор, дирижёр, скрипичный мастер Александр Александрович Поляниченко. В этом доме создал около 30 копий скрипок, в том числе копию скрипки «Император» Антонио Страдивари[2];
- до марта 1994 года — трёхкратный чемпион РСФСР (1951, 1952, 1954) и призёр чемпионата СССР (1952), заслуженный тренер СССР (1957) по вольной борьбе, основатель осетинской школы вольной борьбы Асланбек Захарович Дзгоев.
- с 1961 по 2010 год — писатель Сергей Тимофеевич Кайтов.

## Галерея

Мемориальная доска Асланбеку Захаровичу Дзгоеву
Мемориальная доска Сергею Тимофеевичу Кайтову